# بوروسيا دورتموند موسم 2009–10
كان موسم 2009–10 هو الموسم الـ99 (والعام الـ100 بشكل عام) لبوروسيا دورتموند في تاريخ نادي كرة القدم والموسم الـ34 على التوالي في دوري الدرجة الأولى الألماني لكرة القدم، البوندسليغا.